# 柏埔河
柏埔河，位于中华人民共和国广东省紫金县北部，是东江左岸支流，发源于紫金县紫城镇马天寨（原属附城镇），蜿蜒向西流经黄塘镇、柏埔镇，于临江镇以北汇入东江。河长68千米，河道平均比降为2.75‰，流域面积446平方千米。柏埔河上游山林茂盛，植被良好；中游黄塘镇双下水库是广东省激流回旋训练基地，2005年开发有龙湾漂流；下游临江镇有无公害蔬菜种植基地，正在建设临江工业开发区。